# Seder Tannaim we-Amoraim
Seder Tannaim we-Amoraim (hebr. für Ordnung der Tannaiten und Amoräer, abgekürzt STA) ist eine gegen Ende des 9. Jahrhunderts entstandene Schrift eines unbekannten Autors und stellt den ersten bekannten Versuch einer talmudischen Methodologie dar.
Sie analysiert das Verhältnis von Mischna zu Baraita und tannaitischen Midraschim und enthält eine Liste der Patriarchen ab Hillel und eine Aufzählung der rabbinischen Lehrer bis zum Ende der Saboräerzeit. Die Auflistung endet mit dem Jahr 884, weshalb man angenommen hat, dass die Schrift 884 verfasst wurde. Der vollständigste Text, auf dem auch die kritische Ausgabe von Kahane beruht, ist im Machsor Vitry überliefert.

## Ausgaben
- M. Grosberg (Hg.): Seder Olam zuta and complete Seder Tannaim v'Amoraim. London 1910, Nachdruck Tel Aviv/Jerusalem 1970
- Kalman Kahana: Seder Tannaim weAmoraim. Auf Grund mehrerer veröffentlichter und nichtveröffentlichter Texte bearbeitet, übersetzt, mit Einleitung und erklärenden Noten versehen. Frankfurt am Main 1935 (Dissertation Würzburg)